# Овада
Овада (італ. Ovada, п'єм. Ovà) — муніципалітет в Італії, у регіоні П'ємонт,  провінція Алессандрія.
Овада розташована на відстані близько 440 км на північний захід від Рима, 90 км на південний схід від Турина, 31 км на південь від Алессандрії.
Населення — 11 613 осіб (2014).

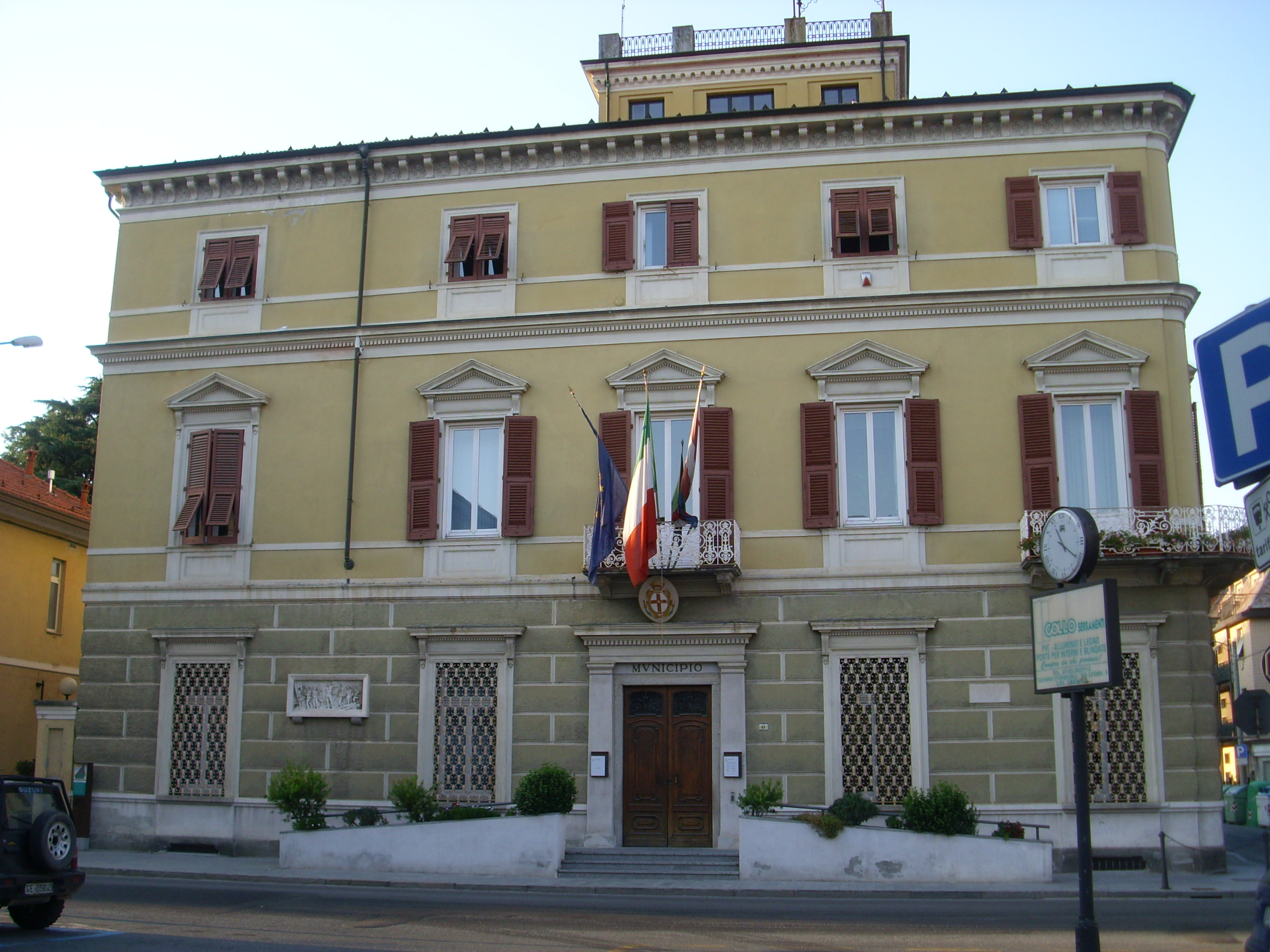

Щорічний фестиваль відбувається 18 жовтня. Покровитель — святий Павло della Croce.

## Демографія
Населення за роками:

Станом на 1 січня 2023 року в муніципалітеті офіційно проживало 1112 іноземців з 59 країн, серед них 239 громадян країн Євросоюзу та 16 громадян України.

## Сусідні муніципалітети
- Бельфорте-Монферрато
- Кремоліно
- Моларе
- Рокка-Гримальда
- Россільйоне-(дже)
- Сільвано-д'Орба
- Тальйоло-Монферрато
- Тризоббіо
- Карпенето